# المسرح الكبير (وارسو)
المسرح الكبير في وارسو (بالبولندية: Teatr Wielki w Warszawie)‏ أو المسرح الكبير - الأوبرا الوطنية (بالبولندية: Teatr Wielki—Opera Narodowa)‏ هو مجمع مسرحي وشركة أوبرا وموطن للباليه الوطني البولندي، ويقع في ساحة المسرح التاريخية في وارسو، بولندا. يعد مسرح وارسو الكبير أحد أكبر المسارح في أوروبا والعالم، بسعة جلوس تزيد عن 2000م.
تم افتتاح المسرح في 24 فبراير 1833م بإنتاج روسيني حلاق إشبيلية. بعد قصف المبنى وتدميره شبه كامل في الحرب العالمية الثانية، أعيد بناؤه وأعيد فتحه في 19 نوفمبر 1965م بعد إغلاقه لأكثر من عشرين عامًا.

## تاريخه

### من عام 1833
تم بناء المسرح في ساحة المسرح بين عامي 1825م و1833م، ليحل محل المبنى السابق لماريويل، وهو من التصاميم الكلاسيكية البولندية التي تم تصميمها من قبل المهندس المعماري الإيطالي أنطونيو كورازي من ليفورنو، لتوفير مكان أداء جديد لشركات الأوبرا والباليه والدراما النشطة في وارسو. تم إعادة تصميم المبنى عدة مرات، وفي فترة الكسوف السياسي البولندي من 1795م إلى 1918م، أدى دورًا ثقافيًا وسياسيًا مهمًا في إنتاج العديد من الأعمال من قبل الملحنين ومصممي الرقصات البولنديين.

### تطور الأوبرا البولندية

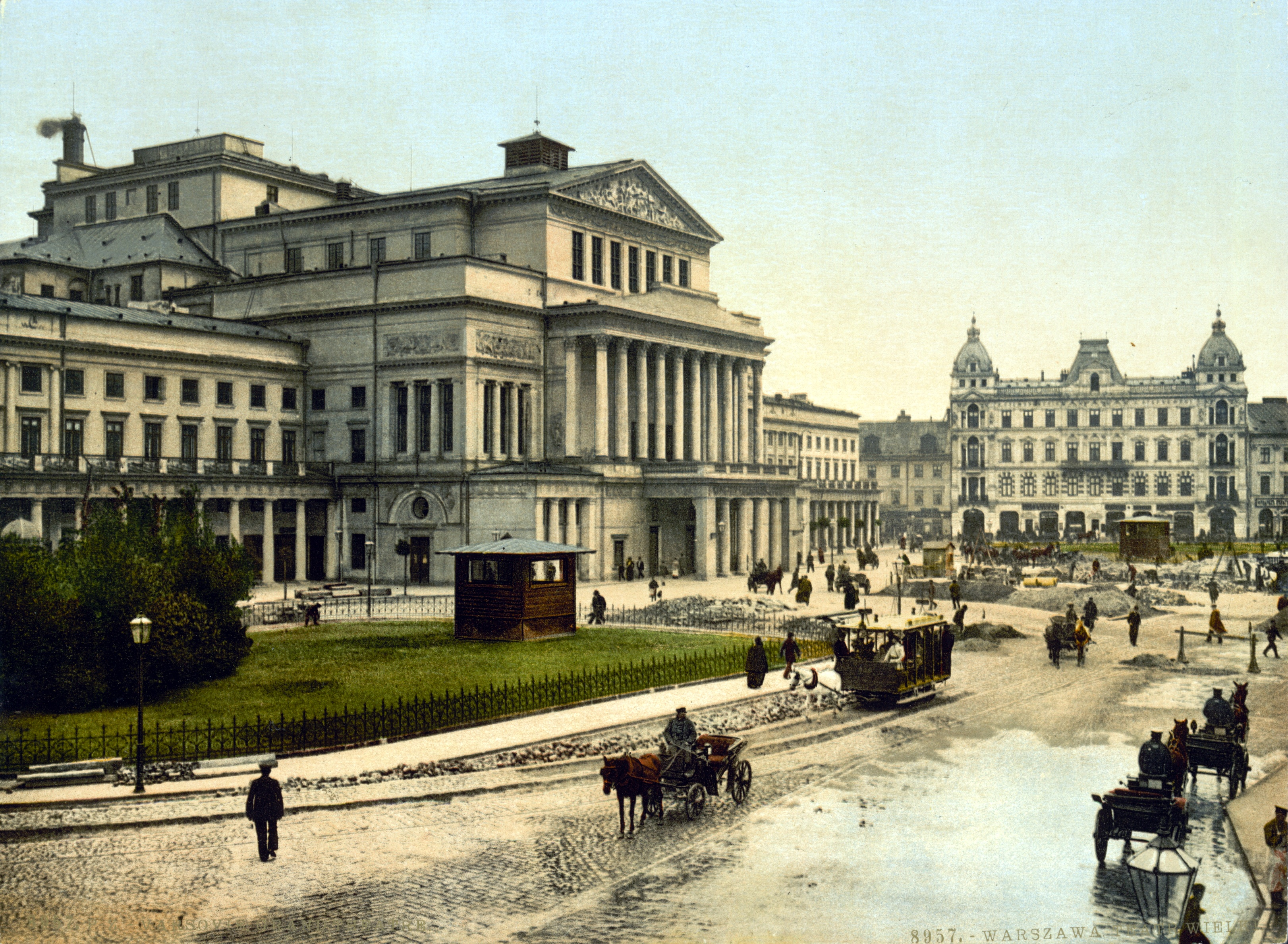
ساحة المسرح في وارسو بين 1890 و1905

في المسرح الجديد، استقبلت أوبرا ستانيسلاف مونيوسكو الأكثر شهرة أول عرضين لهما: النسخة الكاملة من هالكا (1858)، ومانور المسكون (1865). بعد فريديريك شوبان، كان مونيوسكو أعظم شخصية في الموسيقى البولندية في القرن التاسع عشر، بالإضافة إلى إنتاج أعماله الخاصة، كان مديرًا لأوبرا وارسو من عام 1858م حتى وفاته في عام 1872م.
أثناء إدارة المسرح الكبير، قام مونيوسكو بتأليف الكونتيسة، والعديد من الأغاني التي تشكل 12 كتابًا الأغاني البولندية.
أيضا، تحت إشراف مونيوسكو، تم بناء المسرح الصيفي الخشبي (يتسع لـ 1065) بالقرب من حديقة ساكسون. يتم تقديم العروض الصيفية سنويًا، من مجموعة من مسارح جراند وفاريتي. كتب جوزيف شتشوبليفسكي أنه خلال هذا الوقت، على الرغم من أن البلاد قد قسمت من الوجود السياسي من قبل جيرانها، ازدهر المسرح: «أثار الباليه إعجاب الزوار الأجانب؛ لم يكن هناك فرقة متساوية من الكوميديين بين وارسو وكانت باريس ومودرزجوسكا مصدر إلهام للدراما».
خلال معركة وارسو عام 1939م، تم قصف المسرح الكبير وتدميره بالكامل تقريبًا، مع بقاء الواجهة الكلاسيكية فقط. خلال انتفاضة وارسو عام 1944م أطلق الألمان النار على المدنيين في الأنقاض المحترقة. يخلد اللوح الموجود على يمين المدخل الرئيسي معاناة وبطولة ضحايا الفاشية.

### ترميم البناء
بين عامي 1945م و1965م، قامت الشركة بأداء على خشبات مسارح أخرى أثناء ترميم مبنى المسرح وتوسيعه ليشمل تصاميم بوهدان بنايوسكا، تحت إشراف أرنولد سفيمان. عندما تم فتح المسرح الذي تم ترميمه للجمهور في 19 نوفمبر 1965م، كان واحدًا من أكثر المسارح مهيبة وأفضل تجهيزًا في أوروبا. كانت الأوبرا الوطنية البولندية أكبر مسرح في العالم.

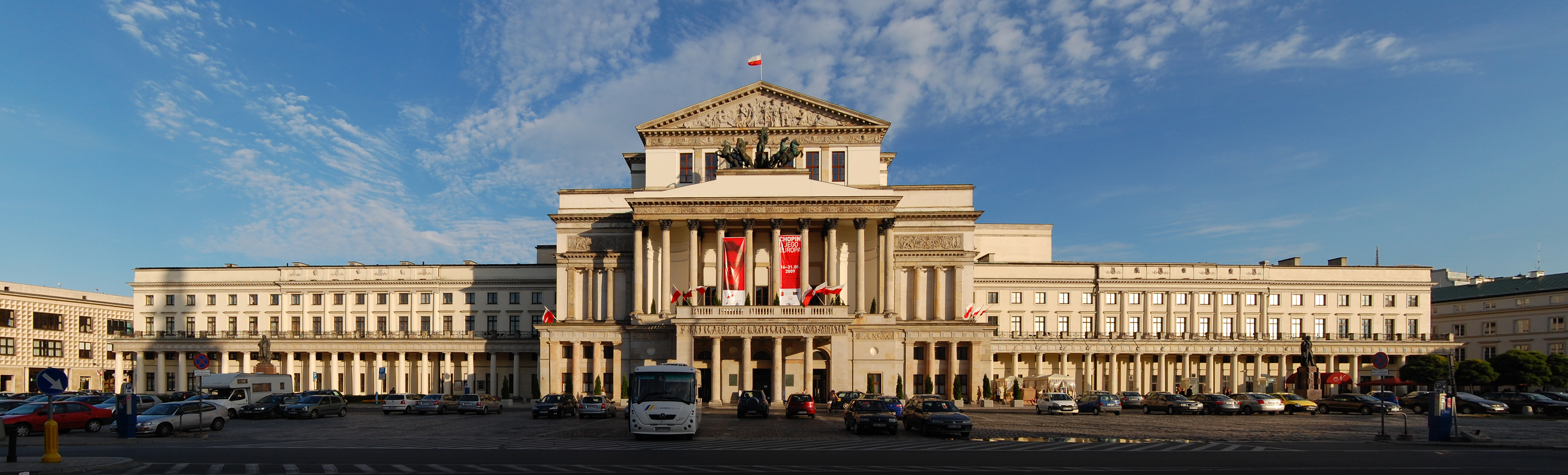
المسرح الكبير, وارسو

### الانتهاء من الواجهة

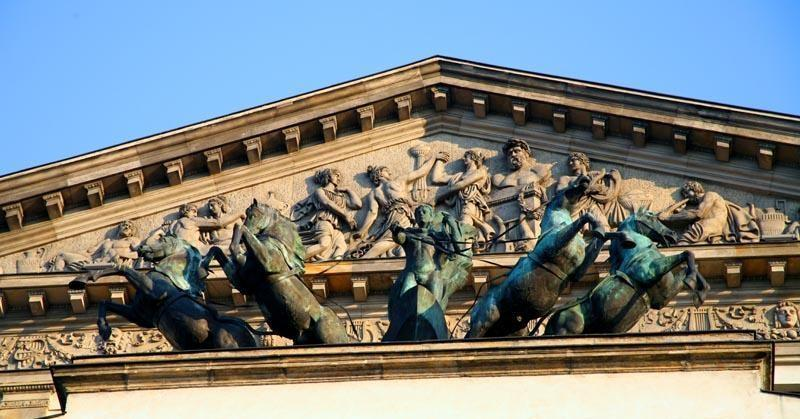
أبولو's كوادريغا

وفقًا لخطط أنطونيو كورازي لعام 1825م، كان من المفترض أن تحتوي الواجهة الأمامية للمسرح الكبير على تمثال نصفي لأبولو، راعي الفنون يقود عربة رسمتها أربعة خيول. ومع ذلك، تسببت هزيمة انتفاضة نوفمبر في التخلي عن الفكرة. بقيت المنصة فوق المدخل الرئيسي المخصصة للكوادريغا فارغة لما يقرب من 200 عام.
أخيرًا، في عام 2002، بمبادرة من المدير العام آنذاك في المسرح الكبير، فالديمار دابروسكي، جاء النحت الذي تم تصوره قبل سنوات عديدة لتزيين الواجهة. الجديد والمعاصر الكوادريغا تم تصميمه من قبل الأساتذة في أكاديمية الفنون الجميلة وارسو، رئيس الجامعة، آدم ميجاك، وعميد قسم النحت، أنتوني جانوش باستوا تم الكشف عن التمثال من قبل الرئيس البولندي ألكسندركفاشنيفسكي في 3 مايو 2002م، بمناسبة يوم الدستور.

### الشركة اليوم
منذ أكثر من 170 عامًا، كان المسرح الكبير (الآن «المسرح الكبير والأوبرا الوطنية البولندية») أكبر مؤسسة أوبرا وباليه في بولندا.

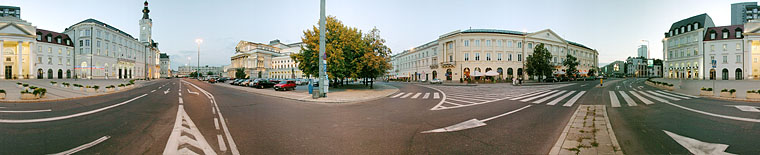
ساحة المسرح في وارسو (2013)

## المرافق في دار الأوبرا الوطنية
تضم الأوبرا الوطنية قاعتين ومتحف:
- قاعة ستانيسلاف مونيوسكو، التي تتسع لـ 1,841، هي المكان الأساسي لعروض الأوبرا والباليه والمسرح، والتي تستمر سنويًا من سبتمبر حتى يونيو/ يوليو.
- مقاعد قاعة إميل مينارسكي تتسع لـ 248 مقعداً.
- متحف المسرح، الذي يقع في قاعات الرقص في الطابق الرئيسي السابق، هو متحف المسرح الوحيد في البلاد.